# Mordellistena luteispina
Mordellistena luteispina es una especie de coleóptero de la familia Mordellidae.

## Distribución geográfica
Habita en Banat.